# ولیکی پتچک
ولیکی پتچک (به لاتین: Veliki Potočec) یک منطقهٔ مسکونی در کرواسی است.